# Valerio Puccianti
Valerio Puccianti est un athlète français d'origine italienne, né le 3 juillet 1922 à Bardalone en Toscane et mort le 28 novembre 2020 à Paris, vétéran de l’ultrafond revendiquant près de 1 600 épreuves depuis l'âge de 55 ans.

## Biographie
Valerio Puccianti, dernier d'une famille de cinq enfants, naît à Bardalone, dans la municipalité de San Marcello-Piteglio. Il fréquente l'école professionnelle SMI de Campo Tizzoro, sur les Apennins de Pistoie, et entre à 12 ans à l'usine en tant que calibreur. C'est là, grâce au contact avec des antifascistes de longue date, qu'il commence à mûrir sa conscience politique.
Pendant l'Occupation, Puccianti devient membre de la brigade « Gino Bozzi », en tant que commissaire adjoint : il choisit comme nom de résistant celui de son frère mort très jeune, « Enzo » et combat le fascisme et le nazisme dans les montagnes de Pistoie. Au printemps 1945, après la libération de Campo Tizzoro en septembre 1944, il continue à combattre dans l'armée cobelligérante italienne reconstituée. Il part ensuite pour le front de Bologne, puis à Brescia et Bergame jusqu'à la fin du conflit.
« J'ai encore dans mes yeux - se souvient Puccianti dans une interview accordée à ReportSport en septembre 2020 - les cinq pauvres déserteurs abattus par l'armée à Pistoie ». Puis la Libération arrive : « Avec mes collègues partisans, nous avons combattu sur les montagnes de Pistoie et libéré des Allemands les régions de Campo Tizzoro jusqu'à Mammiano et Pracchia. Là, nous avons rencontré les Américains et leur commandant a annoncé que la Montagne avait été libérée ».
Après la guerre, Puccianti participe aux grèves contre les licenciements aveugles mis en place par le SMI. En 1948, il participe à la « Marche de la faim », qui va des montagnes pauvres de Pistoie à Bùvalle. Il rejoint le conseil municipal de San Marcello et y travaille comme syndicaliste à la Chambre du travail. Il se passionne pour l'écriture et devient correspondant du Voce (le périodique de la Fédération du PCI de Pistoia) ; certains de ses articles sont également publiés dans L'Unità.
Mais les conditions de misère sur les montagnes de Pistoia où il vit le contraignent à émigrer avec sa famille : « Il n'y avait plus de bétail, les maisons étaient détruites ou inutilisables, la pauvreté terrible ». Ainsi en 1952, il s'installe à Paris, où, grâce à ses qualifications d'ouvrier qualifié, il trouve un emploi chez le constructeur automobile Citroën. Il y travaille pendant 30 ans jusqu'à sa retraite, avant de retourner chez lui en Toscane.  
En Toscane, il participe à de nombreuses courses à pied, notamment à la Pistoia-Abetone. En 2019, il est le plus âgé des participants à franchir la ligne d'arrivée à l'âge de 97 ans. « À ce jour - déclare encore Valerio dans l'interview de Marco Collini - j'ai participé à 1 671 courses : 91 marathons au total, dont 27 marathons de Paris. J'ai participé à 83 courses de 100 kilomètres : vingt fois à Laroche-Migennes et trois fois au Passatore,,, ». 
Luisa Soldati raconte : « Avec une douceur ferme, une humilité et une détermination, il nous a enseigné qu'une fois un objectif atteint, la course n'est pas terminée, l'objectif doit toujours être poursuivi. Il a continué à courir pour eux, ses camarades tombés au combat, il a continué à mener à terme ces idéaux de paix et de liberté pour lesquels ils s'étaient battus, et il l'a fait jusqu'au bout ». 
Puccianti a vécu 70 ans à Paris, mais n'a pas renoncé à passer les étés à Maresca. Son épouse Aurora, avec qui il a passé 65 ans, meurt en 2012. Valerio Puccianti meurt à Paris le 28 novembre 2020,.

## Records personnels
Statistiques de Valerio Puccianti d'après la Deutsche Ultramarathon-Vereinigung (DUV) :
- Marathon : 3 h 25 min au marathon de Reims[8]
- 50 km : 8 h 24 min 44 s aux 50 km du Périgord noir, Belvès en 2009 (à 86 ans)
- 100 km : 10 h 16 min 14 s aux 100 km IAU WC Paris - open race en 1989
- 24 h : 172,046 km aux 24 heures de Niort - championnats nationaux en 1992

## Performances mondiales
- 100 km : 15 h 59 min 35 s en 1999 (catégorie plus de 75 ans)[9]
- 24 h : 100,26 km aux 24 heures de Saint-Maixent-l'École en 2012 (2e performance mondiale des plus de 90 ans)[10],[7],[11]